# Юдин, Олег Иванович
Оле́г Ива́нович Ю́дин (20 августа 1935 — 19 мая 2005) — советский футболист, вратарь. Футбольный тренер, судья.
Играть начал в Куйбышеве в 1949 году. Бронзовый призёр чемпионата СССР 1963 года в составе минского «Динамо», в том же году Юдину было присвоено звание мастера спорта.
По окончании игровой карьеры тренировал производственные коллективы, а также детские и юношеские команды Калининграда. Судил матчи первенства страны. Возглавлял Калининградскую детскую футбольную школу — СДЮСШОР № 5, был председателем Федерации футбола Калининграда.